# 梵蒂岡鐵路運輸
梵蒂岡鐵路（義大利語：Ferrovia Vaticana）于1934年開通，服务梵蒂岡城及其唯一的車站梵蒂岡城站（Città del Vaticano [tʃitˈta ddel vatiˈkaːno]或Stazione Vaticana [statˈtsjoːne vatiˈkaːna]）。主要鐵路轨道為标准轨距，全長300（980英尺），設有两條貨運側線，是世界上最短的國家鐵路系统。1929年《拉特朗條約》簽訂后不久，教宗庇護十一世统治期间修建，通過前往羅馬聖伯多祿火車站的高架桥即可进入意大利鐵路网，鐵轨和車站都受條約保障。
自2015年起，每周六早上有一班面向公眾的客運列車往返甘多尔福堡。其他班次主要用於貨運，但偶爾也會出於禮儀原因象徵地運載其他乘客。
車站位于梵蒂岡花园附近，聖伯多祿大殿后面。車站附近的其他建筑包括省府宫和聖玛尔大宫。

## 歷史
教宗額我略十六世曾阻止在教宗國内修建鐵路，他曾说過“鐵路是通往地獄的道路”（或另譯“鐵之路，地狱之路”）。其後的教宗庇護九世開始修建从博洛尼亚到安科纳的鐵路，但該処領土在鐵路完工前便于1860年被薩丁尼亞王國占領。1858年左右，鐵路在19世纪的大规模朝聖活动中，如卢尔德，发挥實際作用，因而羅馬教廷内部对鐵路興建的态度較爲軟化。
1929年2月11日簽訂的《拉特朗條約》保证梵蒂岡城火車站的建設及其建設后需连接意大利鐵路。同年4月3日，意大利王國公共工程部新鐵路建設局于開始施工，在聖玛尔大广场(義大利語：Piazza Santa Marta)和梵蒂岡總督府之间修建了海拔38米（羅馬聖伯多祿車站同高）的路基。通往梵蒂岡城的高架桥的建設费用由意大利政府出資；梵蒂岡城内的車站資金来自拉特朗條約财务部分中約定的7.5亿義大利里拉的赔款。据报道，該建筑的總建設成本為2400万里拉。
車站大楼（见下文）建于1929年至1933年间。
1932年3月，第一台机車驶入梵蒂岡城。該站于1934年10月2日正式開放。1934年9月12日，意大利与梵蒂岡簽署了《鐵路公約》，同日，該鐵路的產權从意大利國家鐵路移交给聖座。1934年10月，公共工程部将建成的鐵路線分别移交给梵蒂岡城和意大利國家鐵路。1929年6月7日，梵蒂岡法律淵源法（義大利語：Legge sulle fonti del diritto）列明，意大利鐵路对梵蒂岡的鐵路具控制權。

### 1940年代以后
1944年3月下旬，第二次世界大战盟军轰炸羅馬期间，梵蒂岡城发现一列德國军火列車停在梵蒂岡車站附近的鐵轨上。該車站是第二次世界大战期间梵蒂岡唯一遭受袭击的建筑。
1962年10月4日，若望二十三世成為第一位使用梵蒂岡鐵路的教宗，在梵蒂岡第二屆大公會議召開前一周，他乘坐意大利總统专列前往洛雷托和阿西西朝聖；此行在欧洲电视网播出。在若望二十三世使用梵蒂岡鐵路朝聖之前，庇護九世是最后一位访问洛雷托（作為教宗國元首）的教宗，也是最后一位乘坐火車出行的教宗。若望二十三世还安排通過梵蒂岡鐵路，将庇護十世的主要遗物運送到威尼斯。
早在1979年11月8日，若望保祿二世便曾几次象征性使用这條鐵路，但直到2002年1月24日才首次使用这條鐵路离開罗马。

### 21世紀以来
2011年5月21日，以纪念國際明愛成立60周年，一列特别列車从梵蒂岡站開出。同年10月27日教宗本篤十六世乘坐这條鐵路前往阿西西朝聖。
2013年4月18日，都灵火車之友小组(義大利語：Gruppo Amici del Treno Torino）从羅馬奥斯提恩塞車站出发，使用两辆属于Seatrain的ALn 776型列車进行列車旅行，进入隧道后抵达梵蒂岡城站，然后带着三节貨運車箱离開。
教宗方济各希望向公众開放教堂的珍宝，因此梵蒂岡城站每周都会有向公众開放的专列，由梵蒂岡博物馆和意大利鐵路提供。2015年，这趟火車游覽首次向游客開放。

## 車站

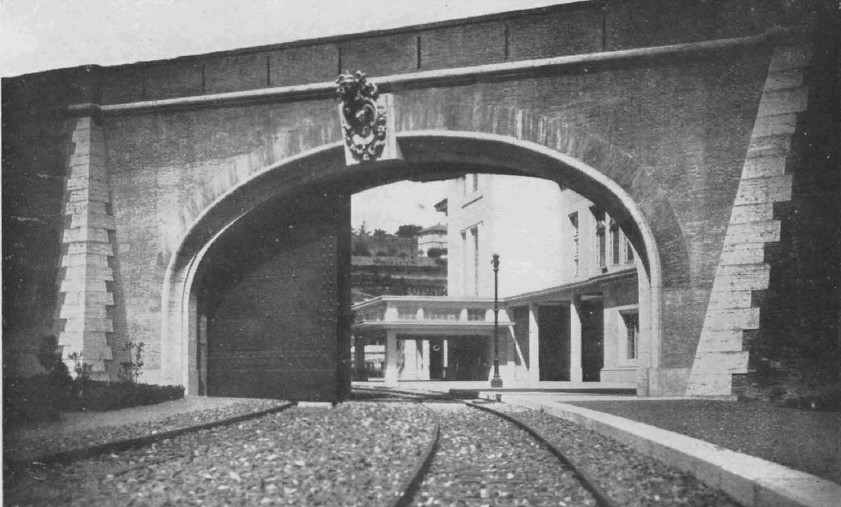
梵蒂岡方的滑动式大門，建在梵蒂岡利奥城墙上。
（图源：1934年11月号《铁路学刊》）

梵蒂岡城車站（義大利語：Stazione Città del Vaticano 或 Stazione Vaticana）是梵蒂岡鐵路唯一的車站。它為于由建筑师Giuseppe Momo設计的滑動入口大門處后大約20米。

該站于1929年4月3日開始建設，并于1933年開始運营。作家HV Morton對車站简单的白色意大利大理石設计評價指“更像是伦敦巴克莱银行的一家分行。”車站建筑由白色大理石建成，尺寸為61米×21.5米（200英尺2英寸×70英尺6英寸）。中心站体高16.85米（55英尺3英寸），側面高5.95米（19英尺6英寸）。部分車站仍用作鐵路貨運辦公室，另一部分現為梵蒂岡錢幣和郵票博物館。
車站还設有一家小型私人梵蒂岡免税店，仅对梵蒂岡居民和外交官開放。

## 路線

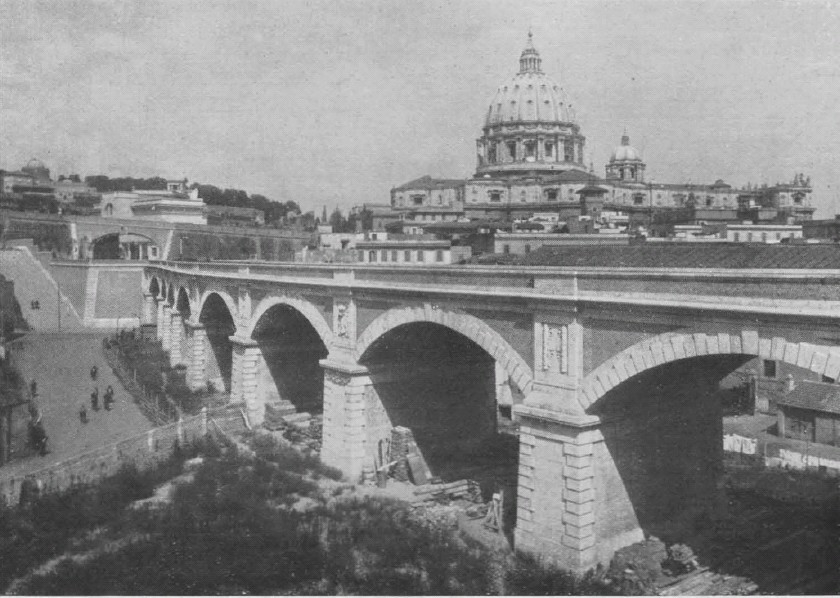
横跨盖尔索米诺山谷的八跨高架桥，延伸梵蒂岡鐵路至梵蒂岡城區的滑动門入口。背景是聖伯多祿大殿（图源：1934年11月号《铁路学刊》）

梵蒂岡城國鐵路在羅馬聖伯多祿車站从羅馬至维泰博鐵路線岔出，经過一條143.12长的石製高架桥，有八條15.30（50英尺2英寸）拱門，帶束棒和萨沃伊家族徽章作裝飾，穿過梵蒂岡大街（它打断了梵蒂岡大街）和奥雷利亚大街。卡夫大道（義大利語：Via delle Cave）和杰尔索米诺大道（義大利語：Via del Gelsomino）也被这座高架桥打断，而轉而与奥雷利亚大道（義大利語：Via Aurelia）汇合。
随后，直至边境前的单轨路段都安装了架空电線。架空線路的前100米長期以3000V直流供电，剩余仅按需要通电。
抵达梵蒂岡城車站之前，該線路于利奥城墙処會穿過一座饰有庇護十一世的教宗牧徽的拱門，拱門上有一扇两片式，重35.5吨的鐵門，可以滑入梵蒂岡城墙的凹处。当線路上没有预定的班次时，閘門常閉。
該鐵路穿過大門前分出两條轨道，但只有一條轨道設有車站台。建筑物的西北側有两條用于貨運車辆的尽头装载轨道。它们与主干道相连，主干道的尽头是山坡下一條直隧道中的岔道。

## 用途

### 貨運
梵蒂岡鐵路主要用于貨物運輸。在低成本公路運输普及之前，曾有大量的貨物經由鐵路運入梵蒂岡。尽管貨運量有所下降，但仍然有定期的貨運服务进入梵蒂岡。

### 朝聖
教宗和宗教領袖偶爾會使用梵蒂岡鐵路進行朝聖活動。例如，2002年1月24日，若望保祿二世和其他宗教領袖乘坐一列七节車厢的火車离開車站，前往阿西西祈祷。

### 客運
普通旅客列車在梵蒂岡鐵路上運行並不頻繁。過去曾有間歇性的客運列車運營，但直至2015年，梵蒂岡城車站才有定期的客運列車。
2015年9月11日，梵蒂岡為受邀嘉宾和媒体记者准备了一列體驗专列，標志著梵蒂岡鐵路正式向公衆開放。这列首列車由1915年制造的FS 625级蒸汽机車625-017牵引。意大利王室也使用過同样的牽引機車，并在1962年載過若望二十三世前往洛雷托和阿西西的火車。
梵蒂岡博物馆和意大利鐵路提供每周一趟的特别客運列車，該列車于2015年9月12日起每周六運行，梵蒂岡博物馆的游客可以乘坐火車前往岡道尔夫堡的教宗别墅。定期列車使用现代城郊机車車辆从梵蒂岡城車站開往阿尔巴诺·拉齐阿莱，途经岡道尔菲堡。在車站，游客可以参观新建的博物馆和教宗花园，并游览小镇。旅程于当天下午返回，终点為南部的Roma San Pietro。

## 机車車辆
庇護十一世曾計劃建造一列教宗列車，但該計劃最終未能實現。梵蒂冈也从未在擁有任何机車車辆或雇用過任何鐵路工人。所有在梵蒂岡境内運營的牽引機車、車厢和貨車均属于意大利鐵路（FS）。
2007年，菲亚特汽车向教宗捐赠了一台由纽荷兰农业（英語：New Holland Agriculture）製造的拖拉机。拖拉机通常停放在車站站台末端，可以代替机車执行调車任务。
教宗國时期庇护九世的官辔至今仍在羅馬博物馆布拉斯奇宫展出。

## 圖庫

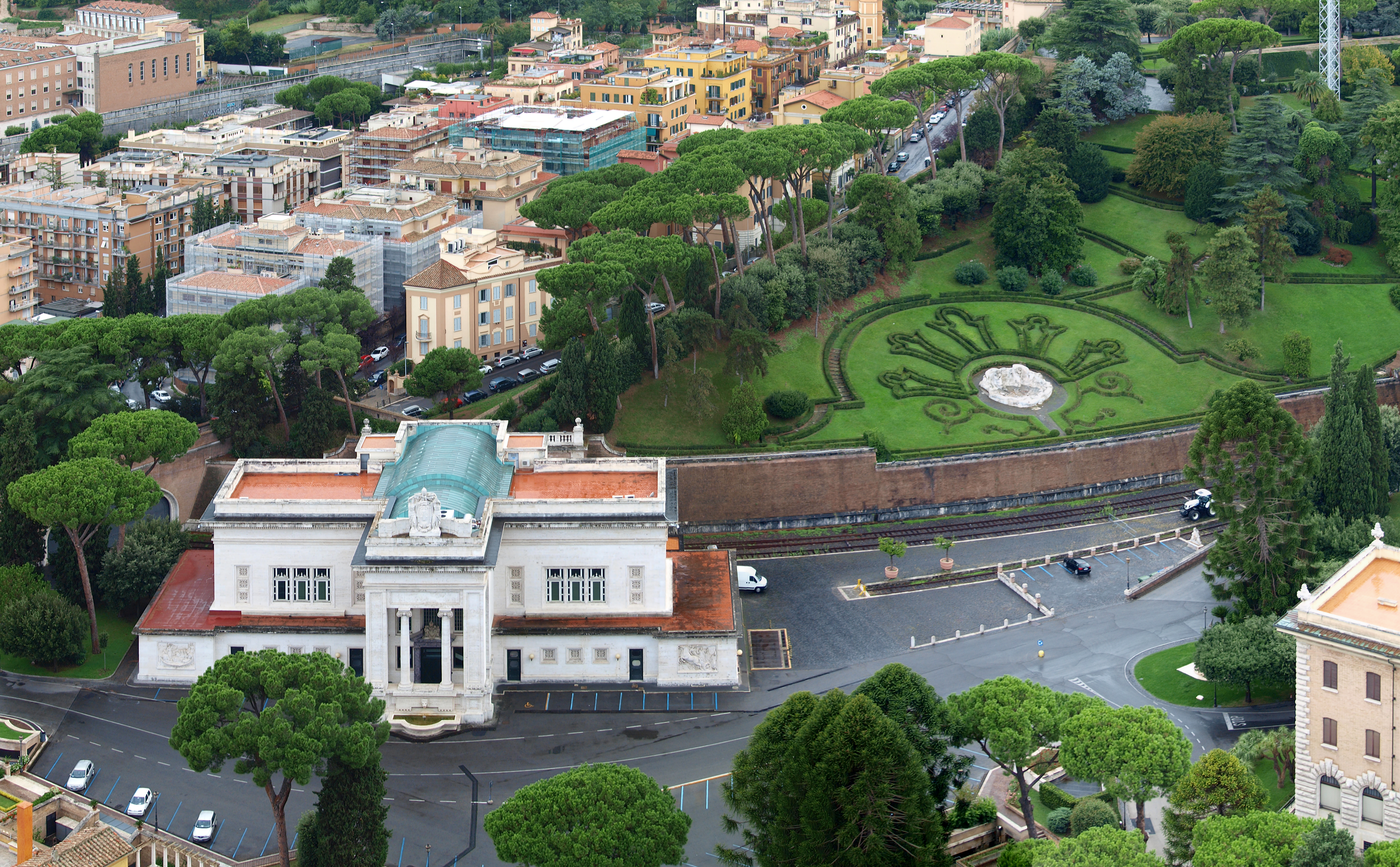
梵蒂岡城鐵路，面向西
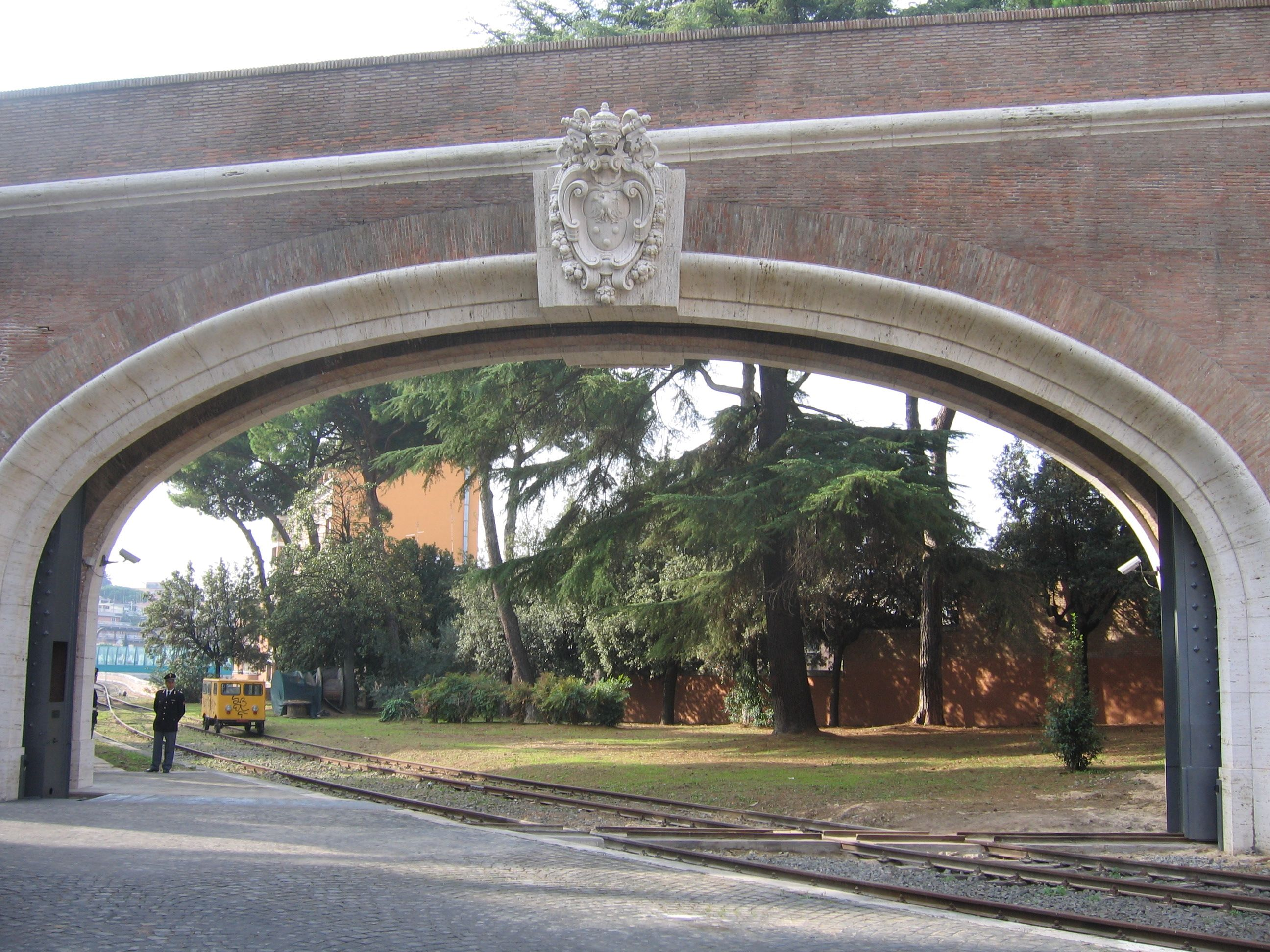
梵蒂岡城墻處的滑動大門，面向南
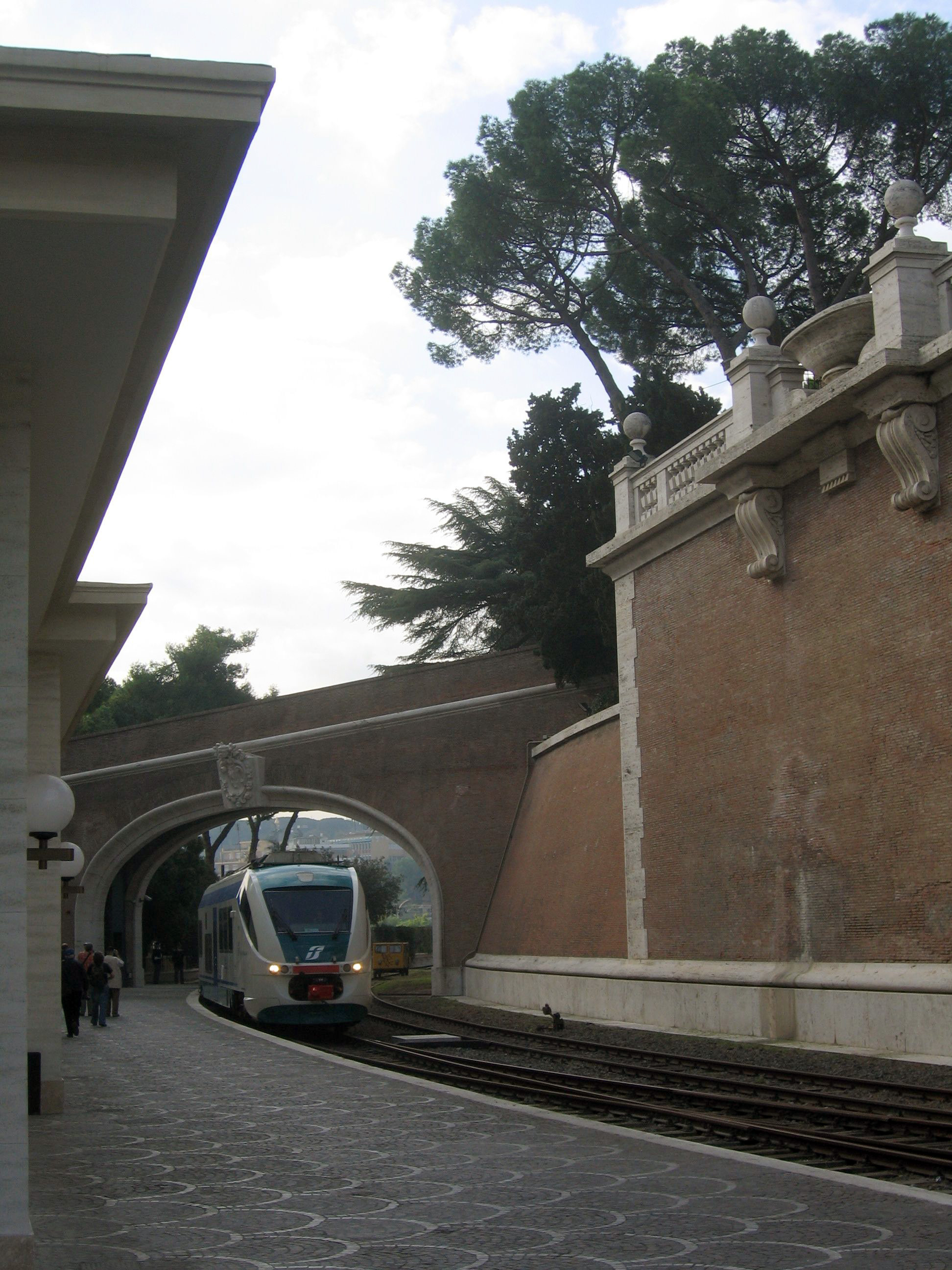
火車進入梵蒂岡站
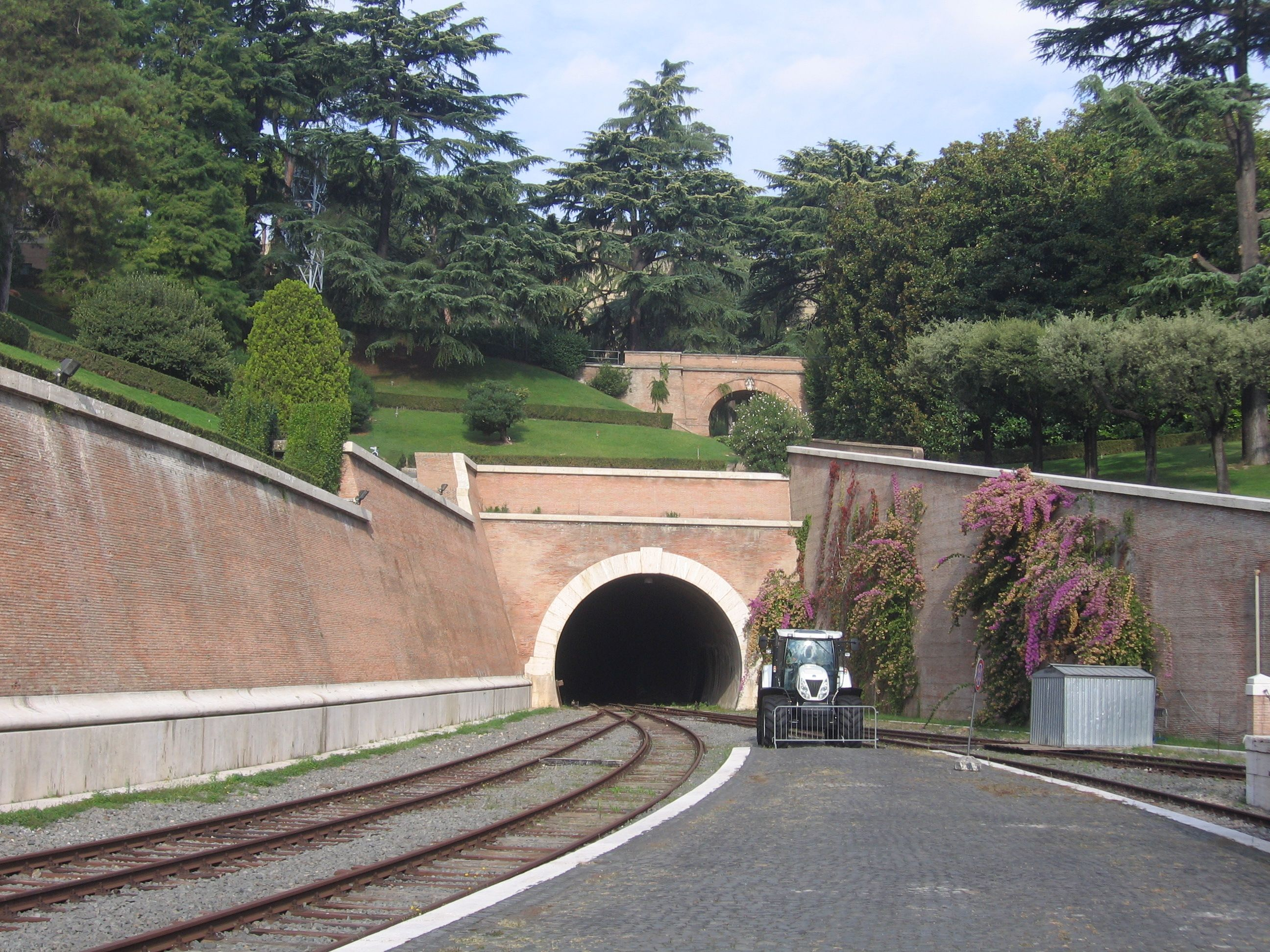
通向機走線的掉頭隧道，右面為纽荷兰农业製造的拖拉机，面向北
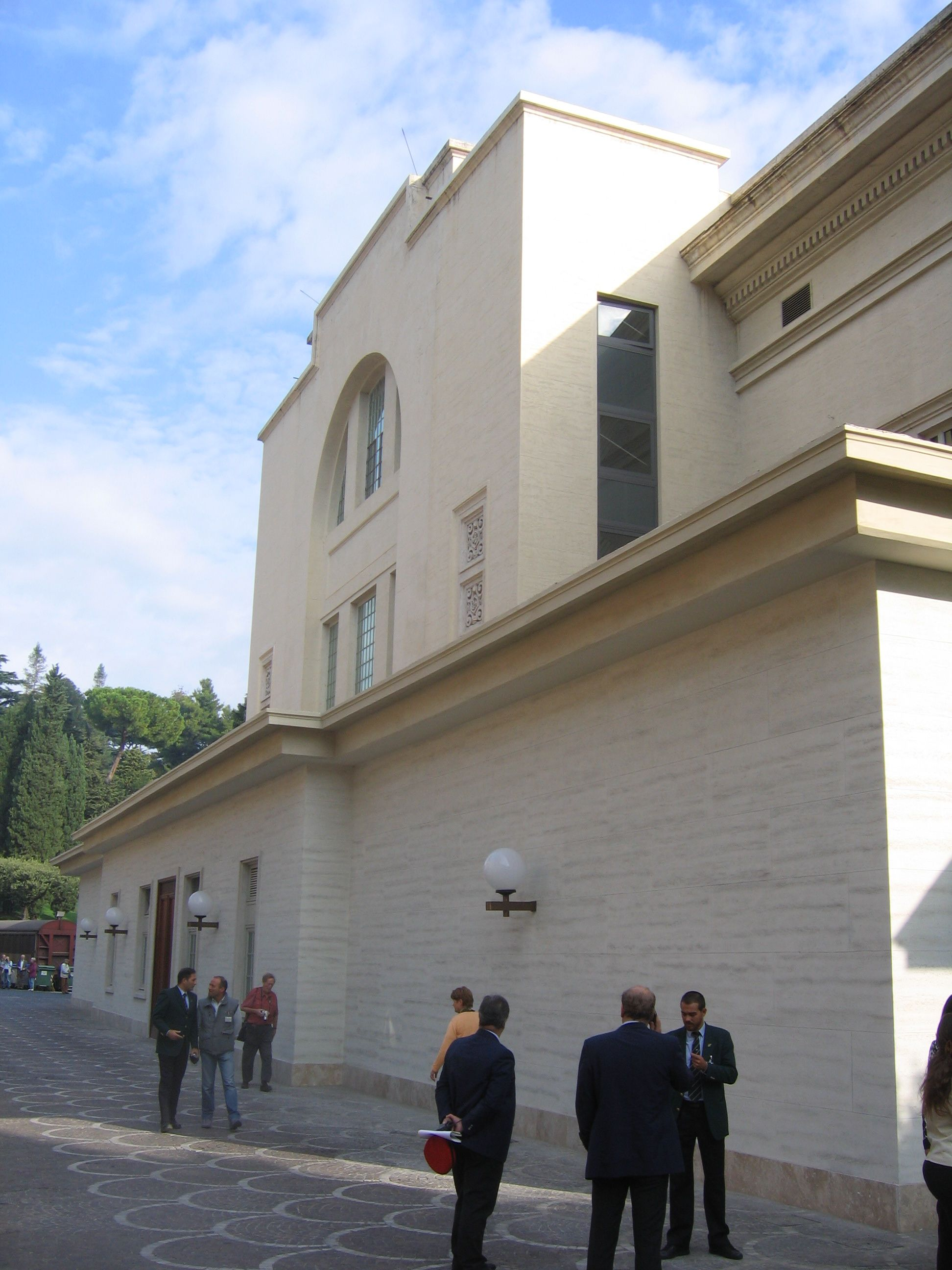
梵蒂岡站月臺
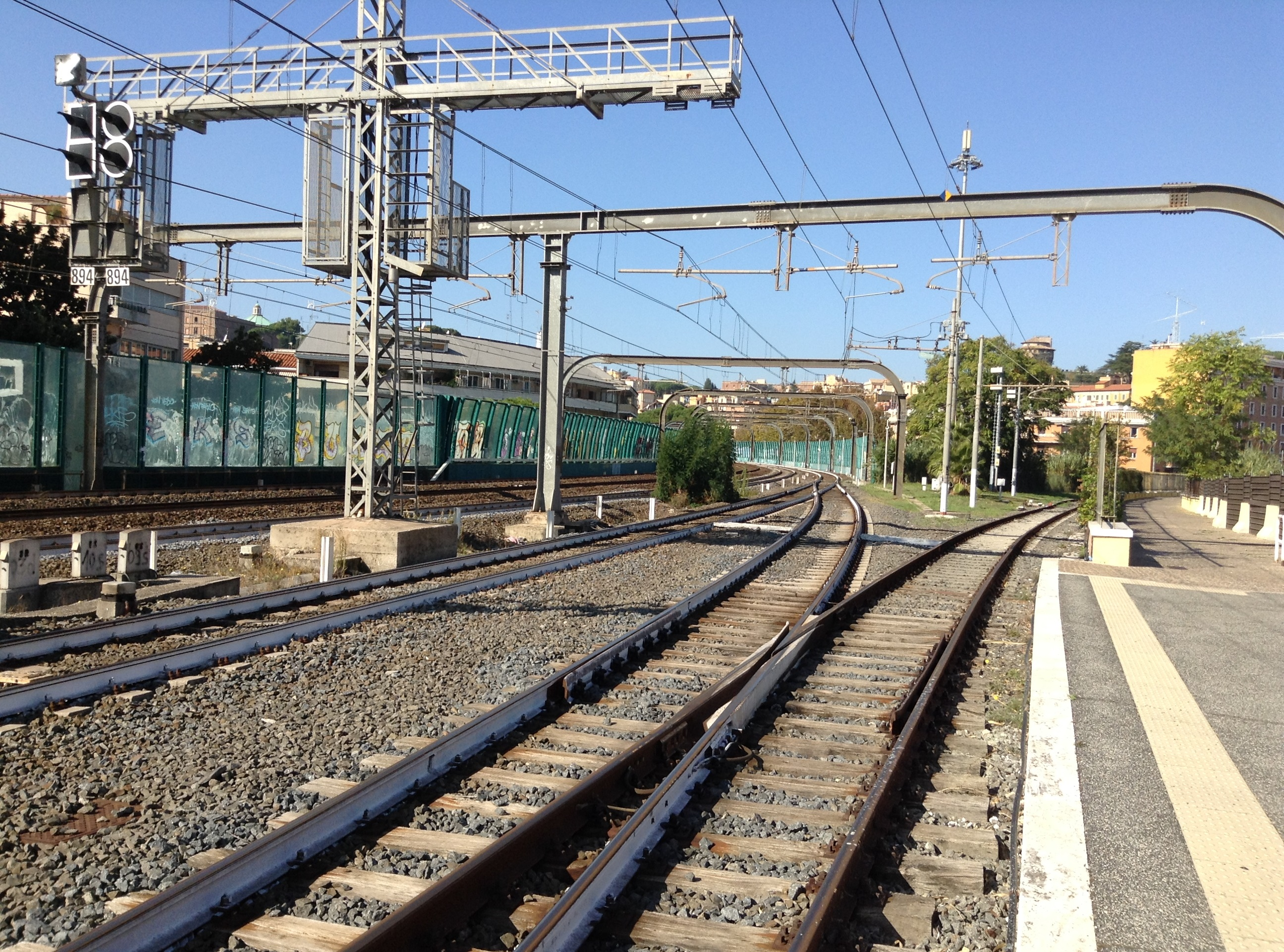
梵蒂岡鐵路于羅馬聖彼德羅站的開始処，右面為面向梵蒂岡的平行人行道，面向北
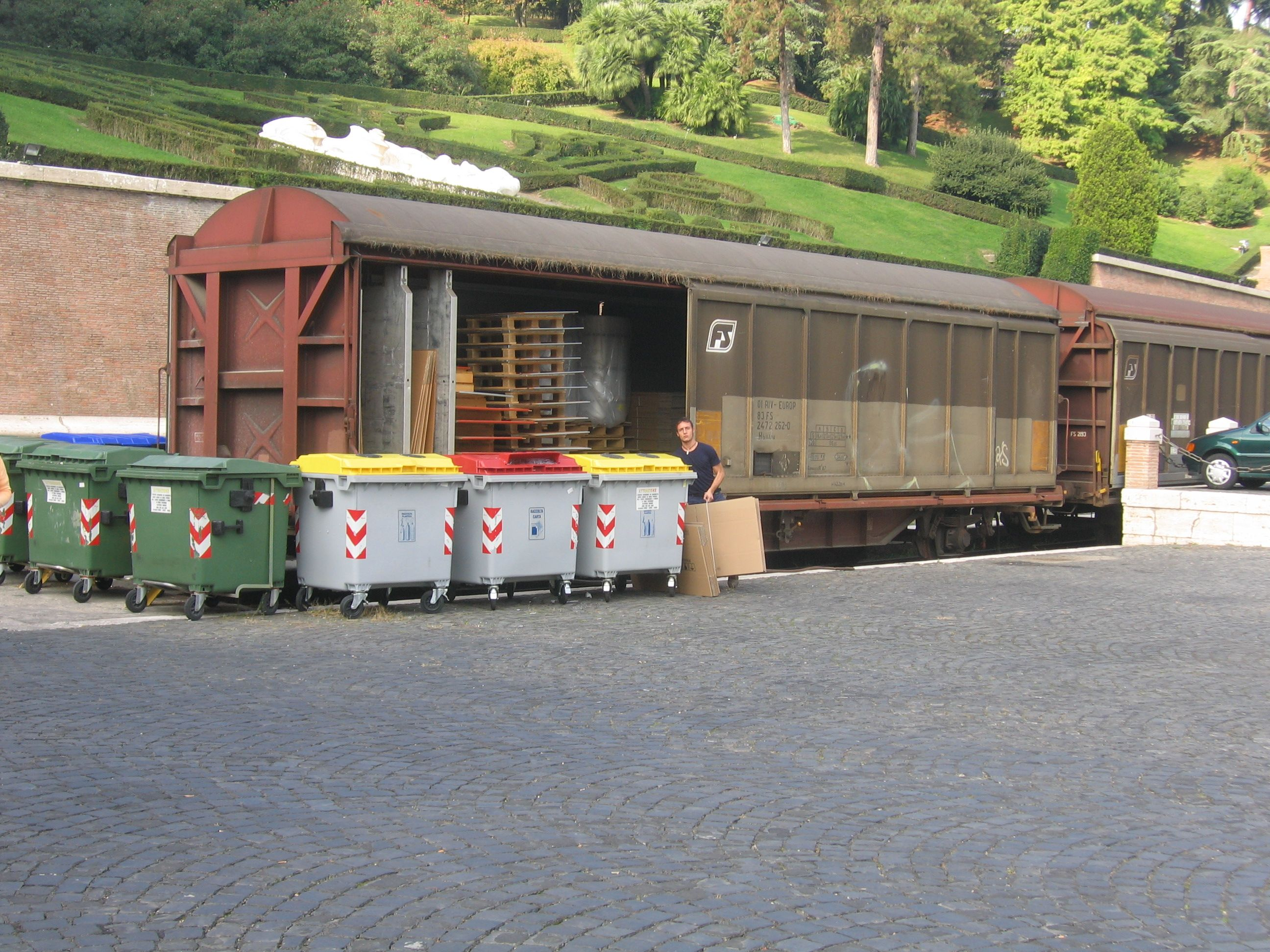
意大利國家鐵路屬貨運車卡于梵蒂岡站停放

## 另見
- 梵蒂岡城交通
- 梵蒂岡相关文章索引

- “梵蒂岡鐵路，本月规划”，Myles Munsey 著，《Continental Modeller》，PECO 出版，2013年10月，第688-693页